# Мельник, Михаил Васильевич
Михаи́л Васи́льевич Ме́льник (укр. Михайло Васильович Мельник; 18 мая 1957, село Беево-Коммуна Липоводолинского района Сумской области) — украинский театральный режиссер, актер театра, сценарист, музыкальный редактор, музыкант. Заслуженный артист Украины (1994), Народный артист Украины (2005), Лауреат Национальной премии Украины имени Тараса Шевченко (2007). Основатель, художественный руководитель, режиссёр и единственный актёр уникального в своем роде Театра одного актёра «Крик» (Днепр).

## Творческая биография
Михаил Мельник родился 18 мая 1957 года в селе Беево-Коммуна, ныне Мельниково Липоводолинского района Сумской области Украины. После срочной службы в Советской армии, которую проходил в Отдельной роте почетного караула в Москве , Мельник приехал в Киев, где работал на авиазаводе токарем. В 1982 году окончил Киевский национальный университет театра, кино и телевидения имени И. К. Карпенко-Карого, класс заслуженного деятеля искусств Украины профессора Нинель Антоновны Быченко. По распределению молодой артист был направлен в Николаевский академический украинский театр драмы и музыкальной комедии, где он проработал три месяца. После чего, по совету коллег, переехал в Днепропетровск. Главный режиссёр Украинского музыкально-драматического театра имени Тараса Шевченко Анатолий Яковлевич Литко принял Мельника в театр без прослушивания. На малой сцене Днепропетровского театра имени Т. Г. Шевченко, в котором Михаил Мельник работал с 1989 года, он поставил «Гайдамаки» по поэме Тараса Шевченко, «Пропащие» по мотивам произведений Остапа Вишни. Хотел запустить «Эскориал» Мишеля де Гельдерода, но пьеса не прошла худсовет.
Актёрскую и режиссёрскую работу в драматическом театре совмещал с художественным руководством театральной студией при Днепропетровском монтажном техникуме, выступления которой со временем стали очень популярными среди горожан. В 1987 году на основе театральной студии монтажного техникума Мельник создал театр-студию «Крик». Со спектаклями «Гайдамаки» и «Пропащие» «Крик» выступал не только на Украине, но и в других странах бывшего СССР.
В 1989 году одноимённую театр-студию Михаил Мельник открыл в бывшем музее комсомольской славы имени Александра Матросова. Именно она стала предтечей уникального театра одного актёра. Из-за отсутствия средств он вынужден был самостоятельно обустраивать помещения под театр, собственноручно делать скамейки для зрителей, кулисы, осветительное и звуковое оборудование. Академический украинский театр одного актёра «Крик» — это единственный случай, когда в театре режиссер является сразу и актером, и сценаристом и музыкальным редактором, и художником и костюмером. Причем, актёр работает не на голой площадке, а с использованием сценографических, музыкальных, световых элементов современного театрального действа. Спектакли театра получили широкую популярность, хотя театр нельзя назвать подвижным — несмотря на свою компактность, на гастроли «Крик» выезжает редко.
За свои спектакли Михаил Мельник получил немало престижных театральных наград. В том же 1989 году Михаил Мельник получил «Золотого Льва», а его моноспектакль «Гайдамаки» по поэме Т. Г. Шевченко победил на фестивале «Театральное Приднепровье-89». В следующем году актёрская работа Мельника в спектакле «Пропащие» по мотивам произведений Остапа Вишни была отмечена на «Театральном Приднепровье-90». В 1991 году, за постановку спектакля «Кара» по повести Николая Гоголя «Тарас Бульба», Михаил Мельник получил Вторую премию «Театрального Приднепровья-91». В 1994м году Михаил Васильевич — Лауреат I премии театрального фестиваля на высшую театральную награду Приднепровья «Сичеславна-1994» за оригинальную интерпретацию романа Владимира Набокова «Лолита». В этом же году он удостоен звания Заслуженного артиста Украины.
В 1996 году основатель и художественный руководителем первого украинского театра одного актёра «Крик» Мельник Михаил Васильевич стал первым лауреатом Премии имени Леся Курбаса, а также лауреатом и обладателем Гран-при театрального конкурса «Сичеславна-1996».
В 2004 году за спектакль «Грех» по мотивам произведений классика украинской литературы Михаила Коцюбинского «Intermezzo» и «Что записано в книгу жизни» Михаил Васильевич получил премию Высшей региональной театральной награды «Сичеславна» за лучшую режиссуру, а в 2007-м за постановку «Греха» Мельник удостоен Национальной премии Украины имени Тараса Шевченко — самой высокой в Украине творческой награды за весомый вклад в развитие культуры и искусства.
В 2005 году Михаил Мельник получил награду «Серебряный Витязь» на 3-м Международном театральном фестивале «Золотой Витязь». В том же году Указом Президента Украины он удостоен звания Народного артиста Украины.
Несмотря на собственные заслуги, популярность и театральный универсализм, Михаил Мельник продолжает учиться и сейчас. В пятьдесят один год актёр и режиссёр взялся осваивать искусство игры на саксофоне. Услышать, как играет Мельник, можно на лирическом спектакле-контакте «Солнце в глазах твоих …»
Яркой страницей творческой деятельности Михаила Васильевича Мельника стал аудиодиск «Пророк» по произведениям Тараса Шевченко, в котором актёр предлагает собственную интерпретацию самых известных стихотворений Кобзаря.

## Постановки
- «Гайдамаки» — по одноименной поэме Тараса Шевченко (1986—1993)
- «Пропащие» — по мотивам произведений Остапа Вишни (1989—1991)
- «Кара» — по повести Николая Гоголя «Тарас Бульба» (1991—1997)
- «Лолита» — по одноименному роману Владимира Набокова (1993—2009)
- «Парфюмер» — по романом Патрика Зюскинда (1995—2006)
- «Врата рая» — по одноименной повести Ежи Анджеевского (1998—2003)
- «Украиншка охота» — по произведениям Остапа Вишни (1999—2002)
- «Mollis» — по повести Федора Достоевского «Кроткая» (2002—2013)
- «Грех» — по мотивам произведений Михаила Коцюбинского, современная версия (2004)
- «Мутация»— по мотивам произведений Федора Достоевского, современная версия (2007—2015)
- «Табу» — по повести «Крейцерова соната» Льва Толстого, современная версия (2009)
- «Солнце в глазах твоих…» — музыкальное представление-контакт (2010)
- «Неузнанные» — по мотивам новеллы Стефана Цвейга «Письмо незнакомки», современная версия (2013)
- «Дикий» — по мотивам повести Стефана Цвейга «Амок» (2017)

Все роли исполняются на украинском языке.

## Награды и премии
- Заслуженный артист Украины (1994)[1],
- Народный артист Украины (2005)[2],
- Лауреат Национальной премии Украины имени Тараса Шевченко (2007)[3].
- Почётный гражданин города Днепра (2019)[4].

### Основные театральные награды
1989
- Лауреат I премии и Республиканского конкурса чтецов имени Тараса Шевченко
- Дипломант Всеукраинского театрального фестиваля «Золотой Лев»
- Победитель фестиваля «Театральное Приднепровье-89» за создание моноспектакля «Гайдамаки» по поэме Т. Г. Шевченко

1990
- На фестивале «Театральное Приднепровье-90» отмечена актёрская работа Мельника в спектакле «Пропащие» по мотивам произведений Остапа Вишни

1991
- Победитель фестиваля «Театральное Приднепровье-91» за создание спектакля «Кара» по повести Николая Гоголя «Тарас Бульба»

1994
- Лауреат I премии театрального фестиваля на высшую театральную награду Приднепровья «Сичеславна-1994» за художественный вклад в развитие современного национального искусства и оригинальную интерпретацию романа Владимира Набокова «Лолита»

1996
- Лауреат Премии имени Леся Курбаса Министерства культуры Украины за значительный вклад в развитие национального искусства, поиск новых театральных форм
- Лауреат и обладатель Гран-при театрального фестиваля-конкурса «Сичеславна-1996» за самоотверженное служение искусству во имя высших нравственных идеалов, отраженных в спектакле «Парфюмер» по роману Патрика Зюскинда

2000
- Награждён орденом Святого Владимира III степени Украинской православной церкви Киевского Патриархата за проповедование гуманистических идеалов добра и мира, за самоотверженное служение людям и сценическое воплощение повести Ежи Анджеевского «Врата рая» впервые в истории театрального искусства

2002
- Лауреат театрального фестиваля-конкурса «Сичеславна-2002» в номинации «Лучшая мужская роль» за моноспектакль «Mollis» по повести Федора Достоевского «Кроткая»

2004
- Лауреат театрального фестиваля-конкурса «Сичеславна-2004» в номинации «Лучшая режиссёрская работа» за спектакль «Грех» по мотивам произведений Михаила Коцюбинского

2005
- «Серебряный Витязь» на III Международном Театральном Форуме «Золотой Витязь» (Минск, Белоруссия) за спектакль «Грех» [источник не указан 2709 дней]

2006
- Лауреат и обладатель Золотого Диплома IV Международного Театрального Форума «Золотой Витязь» (Москва, Россия) за спектакль «Mollis»

2007
- Медаль «За заслуги перед городом Днепропетровск»

2010
- Награждён памятной медалью Днепропетровской облгосадминистрации «За весомый вклад в развитие Днепропетровской области»

2012
- Награждён памятной медалью Днепропетровского городского совета «За заслуги перед городом Днепропетровск»